# Manneken Pis
Manneken Pis ngheⓘ (nghĩa đen Cậu bé đi tiểu trong tiếng Marols, một phương ngữ tiếng Hà Lan được nói ở Brussels, trong tiếng Pháp là le Petit Julien) là một điểm mốc nổi tiếng ở Brussels. Thực chất nó là một bức tượng điêu khắc kiêm đài phun nước nhỏ bằng đồng, diễn tả một chú bé trần truồng đi tiểu vào bồn nước của đài phun. Tượng được thiết kế bởi François Duquesnoy và được dựng năm 1618 hoặc 1619. Nó cũng mang những ý nghĩa văn hóa tương tự như tượng nàng tiên cá ở Copenhagen.

## Địa điểm

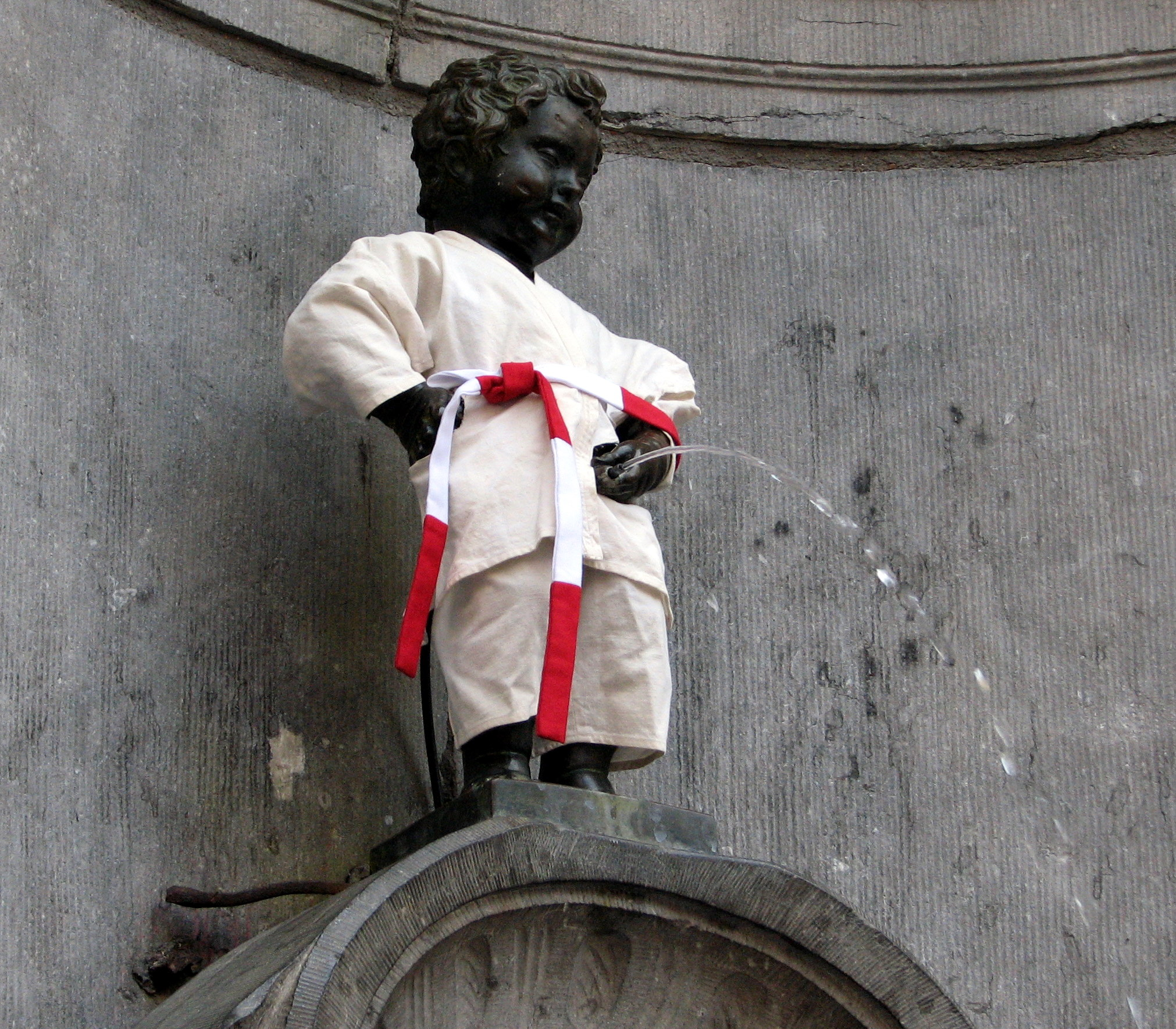
Manneken Pis mặc quần áo Judo.

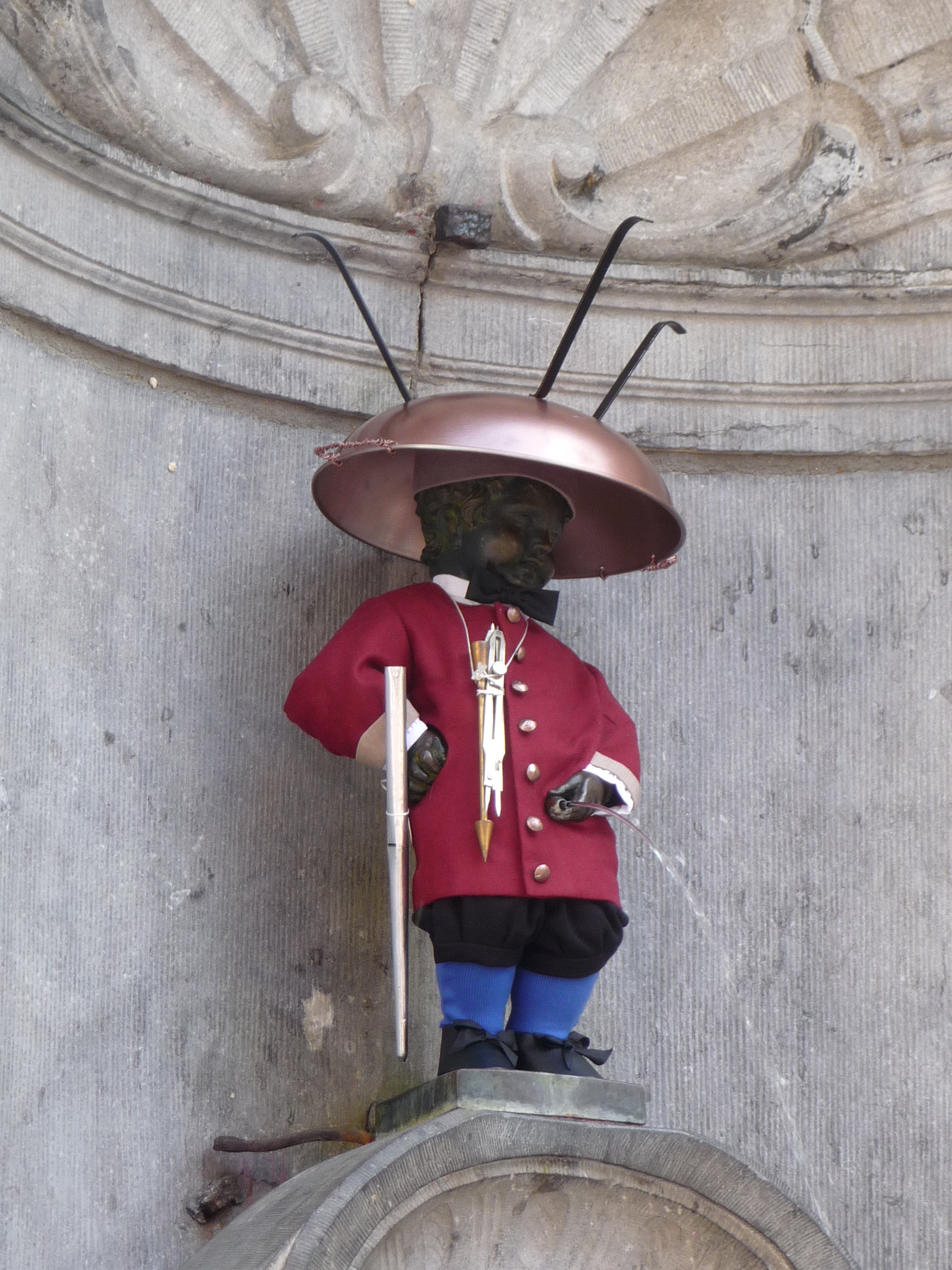
Manneken Pis ăn mặc như một Người làm đàn ống (21 tháng 6 năm 2009)

Bức tượng nổi tiếng này tọa lạc trên giao lộ Rue de l'Étuve/Stoofstraat và Rue du Chêne/Eikstraat. Nó nằm gần những địa điểm nổi tiếng như quảng trường Lớn Bruxelles và Tòa thị chính Brussels.

## Lịch sử và truyền thuyết
Bức tượng đồng cao 61 cm đặt ở góc phố Rue de l'Etuve Rue des Grands Carmes được làm năm 1619 bởi nhà điêu khắc Brussels là Hieronimus Duquesnoy the Elder, cha của François Duquesnoy. Bức tượng này nhiều lần bị đánh cắp: bức tượng hiện nay có từ năm 1965. Phiên bản phục dựng gốc được giữ tại Maison du Roi/Broodhuis ở Grand Place.
Có một số truyền thuyết đằng sau bức tượng này, nhưng nổi tiếng nhất là truyền thuyết về Công tước Godfrey III của Leuven. Năm 1142, quân đội của lãnh chúa hai tuổi đã chiến đấu chống lại quân đội của Berthouts, lãnh chúa của Grimbergen, tại Ransbeke (nay là Neder-Over-Heembeek). Binh lính đã đặt lãnh chúa nhỏ tuổi trong một cái giỏ và treo dưới một cây để khích lệ họ. Từ trên cây, cậu bé đi tiểu vào binh lính của Berthouts, những kẻ thua trận.
Một truyền thuyết khác là vào thế kỷ 14, Brussels bị bao vây bởi các thế lực nước ngoài. Thành phố đã tổ chức phòng thủ, do đó những kẻ tấn công đã hình thành một kế hoạch đặt chất nổ tại các bức tường của thành phố. Một cậu bé tên Julianske đã theo dõi khi quân xâm lược thực hiện kế hoạch. Cậu bé đã đi tiểu vào dây dẫn cháy và nhờ đó cứu được thành phố. Vào thời kỳ đó (giữa thế kỷ 15, có lẽ sớm nhất là năm 1388) có một bức tượng tương tự làm bằng đá. Bức tượng đã bị đánh cắp nhiều lần.
Một câu chuyện khác (thường được kể cho khách du lịch) là về một thương gia giàu có, trong chuyến thăm thành phố với gia đình, cậu con trai yêu quý của ông đã mất tích. Vị thương gia này vội vã thành lập một đội tìm kiếm mà lùng sục khắp nơi của thành phố để tìm cậu bé, và họ tìm thấy cậu bé đang đi tiểu vui sướng trong một khu vườn nhỏ. Vị thương gia, đã xây dựng đài phun nước coi như một món quà tri ân người dân địa phương vì đã giúp ông tìm được con trai.
Một truyền thuyết khác là một cậu bé đi lạc khỏi mẹ khi đang mua sắm ở trung tâm thành phố. Người phụ nữ hoảng lạn, do mất đứa con, đã kêu gọi tất cả mọi người mà cô đi qua, bao gồm cả thị trưởng của thành phố tìm kiếm đứa con cho cô. Một cuộc tìm kiếm toàn thành phố đã bắt đầu và cuối cùng đứa bé được tìm thấy, khi đang đi tiểu ở một góc phố nhỏ. Câu truyện được lưu truyền theo thời gian và bức tượng được dựng lên để tưởng nhớ đến câu truyện ngụ ngôn nổi tiếng.
Còn một truyền thuyết khác kể về đứa trẻ, bị đánh thức bởi đám cháy và đã dập tắt lửa bằng nước tiểu của mình, điều này cuối cùng đã giúp lâu đài của nhà vua khỏi bị đám cháy.